# Mezőcsán
Mezőcsán (románul Ceanu Mare) falu Romániában, Kolozs megyében, az azonos nevű község központja.

## Fekvése
A megye déli részén található, Aranyosgyérestől 20 kilométerre.

## Története
Első írásos említése 1293-ból maradt fenn Chan néven. További névváltozatai: Mesechan (1439), Mezewchany (1449).
1850-ben 3045 lakosából 2760 román, 165 magyar és 111 roma volt. 1992-ben a nemzetiségi összetétel a következőképpen alakult: 4337 román, 104 magyar és 31 roma.

## Híres emberek
1895-ben itt született Hirsch Elemér, ügyvéd, román válogatott labdarúgó, fedezet, edző, műkorcsolyázó.
2004. augusztus 12-én Gerhard Schröder német kancellár meglátogatta a községet, mivel itt esett el a második világháború során apja, Fritz Schröder káplár.